# Eudryas unio
Eudryas unio es una  especie de polilla de la familia Noctuidae. Es originario del este de Estados Unidos desde Nuevo Hampshire y sur de Ontario, hasta el sur de Florida. En el oeste se va a la región oriental de las Grandes Planicies, al sur hasta el sur de Texas y Veracruz, a lo largo de la costa oriental de México. Hay poblaciones aisladas en el centro de Utah y California. La población de California podría ser considerada una subespecie distinta o incluso una especie, brevipennis.
Tiene una envergadura de 26-35 mm. Los adultos se encuentran en vuelo desde mayo a agosto.
Las larvas se alimentan de Vitis, Oenothera biennis, Ludwigia, Lythrum, Decodon verticillatus y Hibiscus. En California han sido registrados en Epilobium ciliatum y Oenothera. Los adultos posiblemente no se alimentan.